# Zosterops socotranus
Zosterops socotranus — вид воробьиных птиц из семейства белоглазковых. Ранее считался подвидом Zosterops abyssinicus и был известен как Zosterops abyssinicus socotranus. Однако молекулярное филогенетическое исследование, опубликованное в 2014 году, выявило отсутствие близкого родства между ними и теперь Zosterops socotranus считают отдельным видом.

## Распространение
Обитают на расположенном в Индийском океане и принадлежащем Йемену острове Сокотра, а также в северной части Сомали.

## Охранный статус
МСОП пока не присвоил данному вида охранный статус.